# Wannefeld
Wannefeld is een plaats en voormalige gemeente in de Duitse deelstaat Saksen-Anhalt, en maakt deel uit van de Landkreis Altmarkkreis Salzwedel.
Wannefeld telde begin 2022 203 inwoners. Het is een van de 29 Ortschaften van de gemeente Gardelegen. Het dorp ligt, evenals de oosterbuur Letzlingen, in het bos- en heidegebied Colbitz-Letzlinger Heide.
Algenstedt · Berge · Breitenfeld · Dannefeld · Estedt · Gardelegen Stadt · Hemstedt · Hottendorf · Jävenitz · Jeggau · Jerchel · Jeseritz · Kassieck · Kloster Neuendorf · Köckte · Letzlingen · Lindstedt · Mieste · Miesterhorst · Peckfitz · Potzehne · Roxförde · Sachau · Schenkenhorst · Seethen · Sichau · Solpke · Trüstedt · Wannefeld · Wiepke · Zichtau